# Kaman UH-2 Seasprite

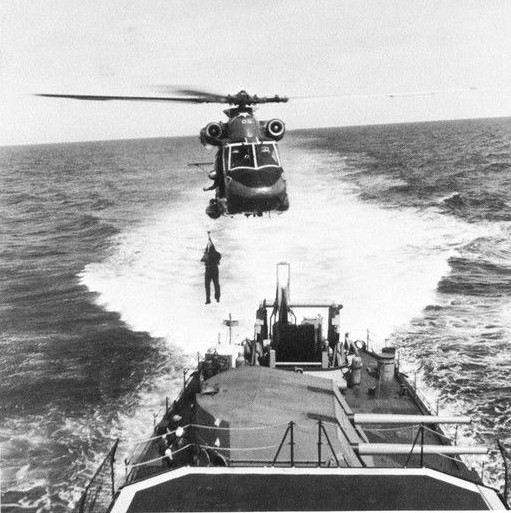
UH-2C Seasprite поднимает моряка с палубы эсминца USS Wallace L. Lind в 1970 году.

Каман UH-2 «Сиспрайт» (англ. Kaman UH-2 Seasprite) — многоцелевой американский вертолёт.
Вертолёт создан компанией Kaman. Проектировался для ВМС США. Первый полёт совершил в 1959 году. UH-2A выпускались с 1960-го по 1965 год, всего было изготовлено 88 машин. В 1963 году начался выпуск модифицированного UH-2B, серийное производство которого также завершилось в 1965 году. Всего было построено 102 вертолёта UH-2B.
Разработка Seasprite была начата в конце 1950-х годов в ответ на запрос ВМС США о создании достаточно быстрого и компактного военно-морского вертолёта для многоцелевых задач. Предложение Kaman Aircraft, получившее внутреннее обозначение K-20, было оценено положительно, что привело к заключению контракта на строительство четырёх прототипов и первой партии из 12 серийных вертолётов, получивших обозначение HU2K-1. В соответствии с системой обозначения самолётов Министерства обороны США Tri-Service от 1962 года, HU2K был переименован в H-2, а HU2K-1 стал UH-2A. Помимо ВМС США, компания также предприняла усилия по привлечению других клиентов для экспортных продаж, в частности, Королевского военно-морского флота Канады. Однако первоначальный интерес канадской стороны был утрачен в результате требования производителя о повышении цены и того факта, что Seasprite во время ходовых испытаний не показал заявленные летно-технические данные. Из-за его неудовлетворительных характеристик, начиная с 1968 года, существующие UH-2 ВМС США были переоборудованы из первоначально поставленной одномоторной схемы в более мощную двухмоторную конфигурацию.
В октябре 1970 года «Сиспрайт» был выбран ВМС США в качестве временной платформы для вертолёта по программе легкой воздушной многоцелевой системы (LAMPS), что привело к значительному расширению возможностей противолодочной и противокорабельной обороны. Эта версия вертолёта получила индекс SH-2D/F. Соответственно, в течение 1970-х и 1980-х годов большинство существующих вертолётов UH-2 было переоборудовано в модель SH-2D/F. В этой конфигурации «Сиспрайт» расширил возможности ВМС против нескольких типов вражеских угроз, включая подводные лодки всех типов, надводные и патрульные корабли, которые могут быть вооружены противокорабельными ракетами.
«Сиспрайт» многие десятилетия служил в ВМС США. Основные моменты его срока службы включают операции во время длительной войны во Вьетнаме, в которой этот тип в основном использовался для спасения летчиков сбитых самолётов, а также его развертывание во время войны в Персидском заливе, где вертолёты Seasprite осуществляли боевую поддержку и надводные операции против Иракских сил. В более рутинных операциях Seasprite использовался в ряде функций, включая противолодочную оборону (ПЛО), поисково-спасательные операции (ПСО), а также несение вспомогательной службе при приписке к летному составу авианосцев. «Сиспрайт» был окончательно снят с производства в 2001 году, когда были сняты с производства последние экземпляры окончательного варианта, известного как SH-2G Super Seasprite. В 1990-е и 2000-е годы вертолёты Seasprites предлагались различным странам в качестве формы иностранной помощи, которая обычно встречала неоднозначный интерес и ограниченное признание.

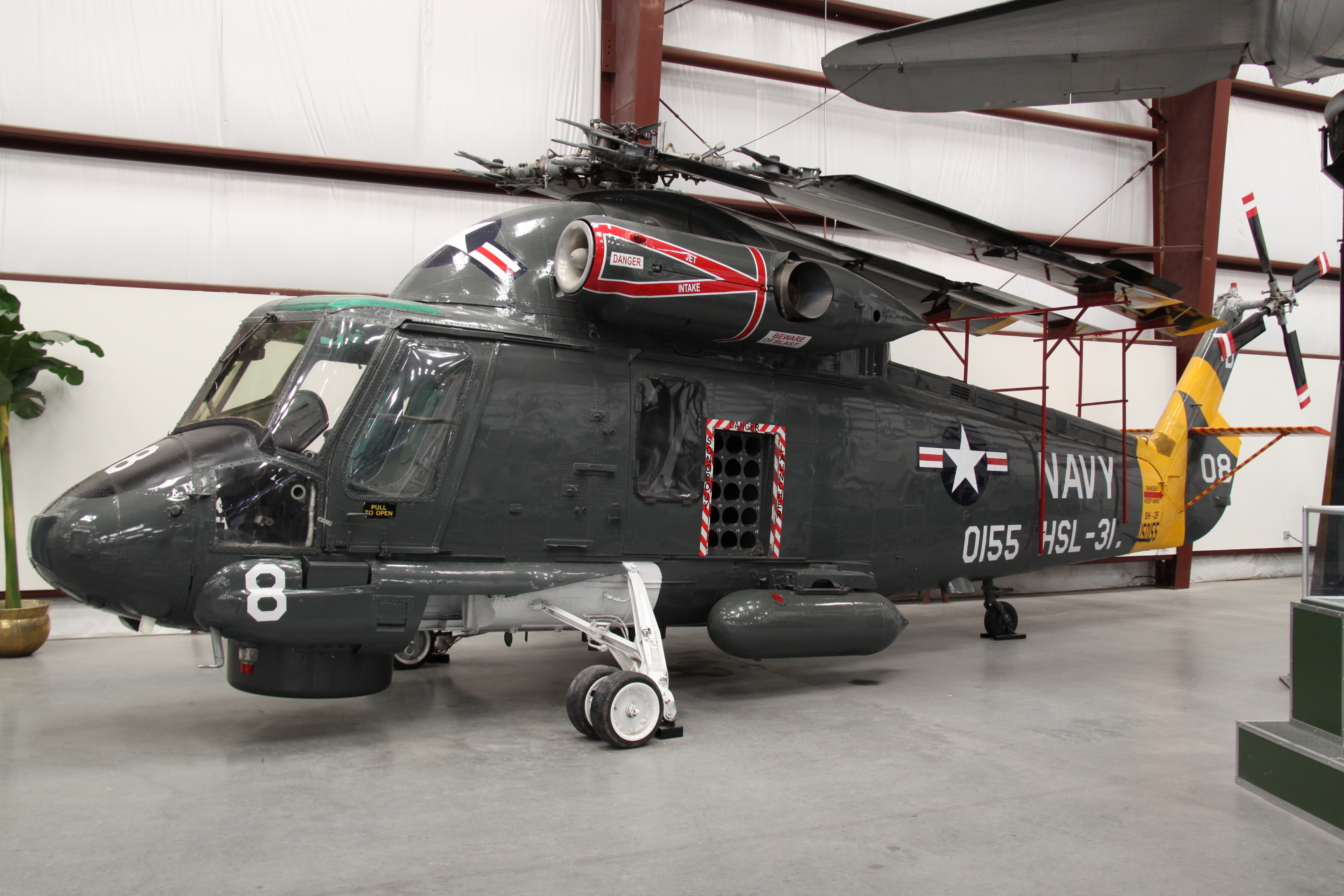
Kaman SH-2F Seasprite ВМС США в музее. Видна бортовая радиолокационная станция под фюзеляжем. С левой стороны кабины видны блоки отстрела гидроакустических буев.

## Разработка и конструкция

### Предпосылки создания и начальная разработка
В 1956 году ВМС США объявили конкурс с целью создания к компактного, всепогодного, многоцелевого военно-морского вертолёта, поощряя участие в нём частные и небольшие компании. Американский производитель Kaman Aircraft Corporation решили представить на конкурс собственную разработку. Представленная ими конструкция, получившая внутреннее обозначение компании K-20, представляла собой выполненный по обычной схеме вертолёт с одним турбовальным двигателем General Electric T58-8F, приводившим в движение четырёхлопастной несущий винт диаметром 13,4 метра и четырёхлопастный рулевой винт диаметром 2,46 метра. После оценки других проектов ВМС США решили выбрать заявку Kaman Aircraft для продолжения дальнейшей разработки. Соответственно, в конце 1957 года компания сразу же получила контракт на строительство четырёх прототипов и первой партии из 12 серийных вертолётов, получивших обозначение HU2K-1.
В 1960 году Королевский военно-морской флот Канады объявил, что HU2K закроет потребности флота в современном противолодочном вертолёте. Казначейский совет канадского правительства одобрил первоначальную закупку 12 машин у Kaman Aircraft по цене 14,5 миллионов долларов. Однако сделка была сорвана множеством факторов, включая решение фирмы производителя резко поднять ориентировочную цену первой партии до 23 миллионов долларов. В то же время официальные лица выразили обеспокоенность тем, что прогнозы производителя как по максимальной взлетной массе, так и по другим характеристикам были чрезмерно оптимистичными. В свою очередь, Канадский военно-морской совет решил отложить выдачу разрешения на закупку HU2K до тех пор, пока ВМС США не проведут полные летные испытания этого типа. В ходе испытаний выяснилось, что HU2K действительно имел избыточную взлетную массу и недостаточную мощность двигателя. В свете этих плохих характеристик HU2K был признан неспособным соответствовать канадским требованиям. Соответственно, в конце 1961 года для выполнения намеченной роли был выбран Sikorsky CH-124 Sea King.
Не сумев получить никаких дополнительных заказов на этот тип, в Kaman Aircraft в конце 1960-х годов решили прекратить производство после завершения поставки 184 вертолётов в версии H-2 ВМС США. Однако в 1971 году компания Kaman возобновила производство с целью изготовления улучшенного варианта вертолёта, получившего обозначение SH-2F. Важным фактором возобновления производства стало то, что военно-морской самолёт Sikorsky SH-60 Sea Hawk, который был одновременно более новым и более подготовленным к противолодочным операциям, был признан слишком большим, чтобы его можно было безопасно эксплуатировать с корабля, меньшие полетные палубы присутствовали на старых фрегатах, которые тогда находились в эксплуатации.

### Дальнейшее развитие

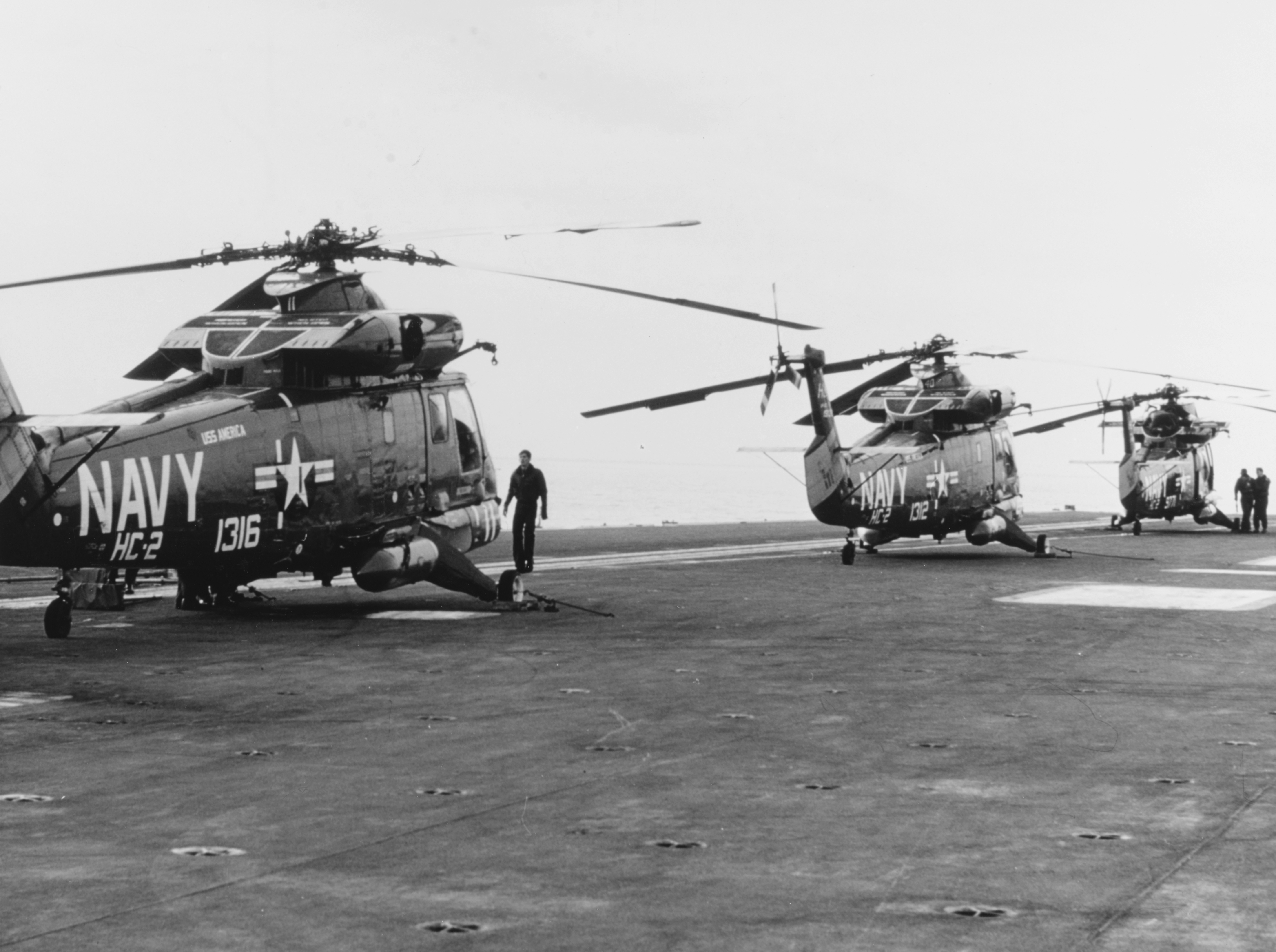
Три Kaman UH-2C Seasprite на борту авианосца «Америка» в 1969 году

После принятия в 1962 году в США системы обозначения самолётов Tri-Service (1962 United States Tri-Service aircraft designation system) модель HU2K-1 была переименована в UH-2A, а модель HU2K-1U была переименована в UH-2B. За время эксплуатации UH-2 Seasprite подвергся нескольким модификациям и усовершенствованиям, например, были добавлены узлы крепления для различного оборудования и вспомогательных . Начиная с 1968 года все оставшиеся в составе ВМФ UH-2 подверглись масштабной модернизации. Пожалуй, самой масштабной модификацией стала замена исходной однодвигательной схемы на гораздо более мощную двухдвигательную.
В октябре 1970 года UH-2 был выбран в качестве платформы для использования в качестве временного вертолёта про программе легкой воздушной многоцелевой системы (LAMPS). Программа LAMPS возникла в середине 60-х годов из-за острой необходимости флота в многоцелевом вертолёте, способном осуществлять противолодочную борьбу совместно с кораблями среднего класса (фрегаты и эсминцы). Вертолёты оборудованные по программе LAMPS Mark I (усовершенствованные датчики, электроника, средства связи) позволили таким кораблям расширить свою ситуационную осведомленность за пределы прямой видимости и действия корабельных радаров, а также позволили принимать дополнительные меры необходимые для акустического обнаружения и сопровождения подводных целей вероятного противника. Те UH-2 Seasprite, которые были переконфигурированы для действий по программе LAMPS, были переименованы в SH-2D.
16 марта 1971 года прототип SH-2D LAMPS совершил свой первый полет. Начиная с 1973 года начались серийные поставки новейшего варианта вертолёта, получившего обозначение SH-2F. Среди особенностей версии SH-2F был полный комплект радиоэлектронного оборудования по программе LAMPS I, а также модернизированные двигатели, несущий винт с увеличенным сроком службы и возросшая взлетная масса. В 1981 году ВМФ разместил заказ на 60 серийных SH-2F. Начиная с 1987 года, в общей сложности 16 SH-2F были модернизированы установленными в передней части фюзеляжа инфракрасными датчиками переднего обзора (Forward-looking infrared), пусковыми установками ложных тепловых целей, генераторами инфракрасных помех и оборудованием для обнаружения пуска вражеских ракет ПВО.
В конце концов, все UH-2, кроме двух, которые тогда находились на вооружении ВМС США, были переоборудованы в конфигурацию SH-2F. Окончательные закупки SH-2F произошли в 1986 году. Последние шесть заказов на серийные SH-2F были преобразованы в заказы модернизированного варианта SH-2G Super Seasprite.

## Kaman SH-2G Super Seasprite
В 1985 году по инициативе командования флота стартовала программа SH-2G. ВМС США хотели улучшить свои противолодочные возможности и считали, что модернизация существующих вертолётов будет более экономически эффективна нежели разработка новой машины. Более того, устаревшие к середине 80-х годов фрегаты типа «Нокс» и ранние «коротко корпусные» фрегаты класса «Оливер Хазард Перри», эксплуатирующие SH-2F, не могли принимать более крупные многоцелевые вертолёты SH-60B Seahawk. Прототип YSH-2G совершил первый полет 2 апреля 1985 года. Прототип представлял собой модифицированный SH-2F, оснащенный двумя более мощными двигателями General Electric T700-GE-401/401C (General Electric T700).
Вариант SH-2G имеет усиленную верхнюю часть фюзеляжа для обеспечения функционирования новых более тяжелых двигателей GE T700. Вертолёт также оснащен многофункциональными дисплеями, новой авионикой и средствами связи.
Впоследствии ВМФ начал получать оборудование бортового противоминного противодействия (AMCM) с лазерной системой обнаружения мин Kaman Magic Lantern.

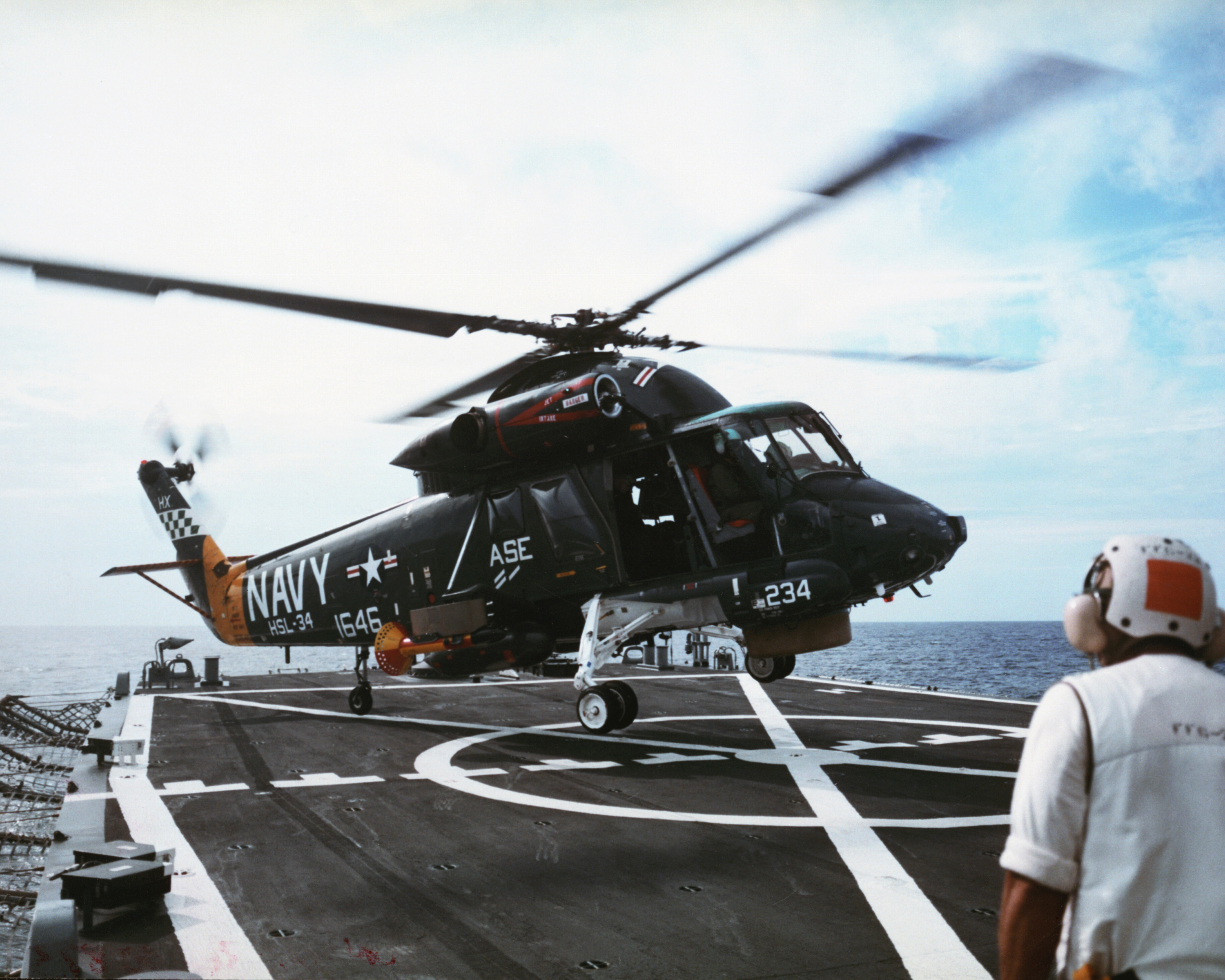
Kaman SH-2F Seasprite 34-й легкой противолодочной эскадрильи ВМС США взлетает с палубы фрегата USS Fahrion в 1985 году. На пилоне виден сбрасываемый детектор магнитных аномалий.

## История службы

### Соединённые Штаты Америки
В 1962 году первая модель UH-2 поступила на вооружение ВМС США. Во флоте быстро определили, что возможности вертолёта сильно ограничены его единственным двигателем. И, таким образом, ВМС дали указание Kaman Aircraft переоборудовать все свои Seasprite в более мощные двухмоторные вертолёты. При оснащении парой двигателей Seasprite был способен развивать скорость 130 узлов (240 км/ч) и работать на дальности до 411 морских миль (761 км). ВМС США должны были иметь общий флот из почти 200 вертолётов Seasprite для выполнения различных задач, начиная от противолодочных операций (ПЛО), поисково-спасательных операций (ПСО) и перевозки грузов различного назначения. В типичных эксплуатационных условиях несколько UH-2 будут развернуты на каждом авианосце ВМС США для выполнения задач по охране самолётов и поисково-спасательных операций.
UH-2 был принят на вооружение как раз вовремя, чтобы принять участие в инциденте в Тонкинском заливе в августе 1964 года. Основным вкладом вертолётов Seasprite в то, что впоследствии переросло в длительную войну во Вьетнаме между Северным Вьетнамом, поддерживаемым Советским Союзом, и Южным Вьетнамом, поддерживаемым Соединёнными Штатами, было подъём сбитых экипажей самолётов как с моря, так и с территории противника. По мере обострения конфликта, например, во время операции Rolling Thunder в 1965 году, эти вертолёты все чаще использовались для выполнения поисково-спасательных операций. Только в октябре 1966 года из 269 сбитых пилотов вертолётные поисково-спасательные группы смогли спасти 103 человека.
В 1970-х годах модернизация UH-2 до противолодочной версии SH-2 позволила ВМС США получить первый специализированный противолодочный вертолёт, способный действовать с кораблей, отличных от авианосцев. Компактный размер SH-2 позволял эксплуатировать этот тип с палуб кораблей, которые были слишком малы для большинства вертолётов, например с фрегатов типа «Оливер Хазард Перри» ранних версий с укороченной палубой. Этот фактор позже сыграл роль в решении ВМС США приобрести улучшенный SH-2F в начале 1980-х годов.
Флот SH-2F использовался для обеспечения и поддержки операции «Твёрдые намерения» в июле 1987 года, операции «Богомол» в апреле 1988 года и операции «Буря в пустыне» в январе 1991 года в регионе Персидского залива. Средства противолодочного и противокорабельного противодействия и дополнительное радиоэлектронное оборудование, имеющиеся на SH-2F, позволяли этому типу вертолёта выполнять задачи боевой поддержки и надводных боевых действий в этой враждебной среде, которая зачастую имела минимальную угрозу со стороны подводных лодок. В апреле 1994 года SH-2F был списан с действительной службы ВМС США, это время совпало с выводом из эксплуатации последнего из фрегатов типа «Нокс» эпохи войны во Вьетнаме, которые не могли принять новые и более крупные SH-60 Seahawk, которые использовались для замены устаревших Seasprite.
В 1991 году ВМС США начали получать новые SH-2G Super Seasprite. Всего было выпущено 18 переоборудованных SH-2F и 6 новых SH-2G. Они были переданы в резервные эскадрильи Флота в 1993 году. SH-2 участвовали в более чем 600 операциях и налетали 1,5 миллиона часов, прежде чем последний экземпляр этого типа был окончательно списан в середине 2001 года.

### Польша
ВМС Польши эксплуатируют четыре SH-2G Super Seasprite, которые были получены от США совместно с двумя фрегатами типа «Оливер Хазард Перри» — ORP Gen. K. Pułaskia и ORP Generał Tadeusz Kościuszko. В 2007 году они были модернизированы для установки одной торпеды MU90 и 7,62-мм пулемета ПК на шкворневой установке.

### Австралия
В 1990-х годах в Королевском военно-морском флоте Австралии пришли к выводу, что флоту нужен средний многоцелевой вертолёт для совместной службы с фрегатами типа «Анзак» и запланированными к постройке морскими патрульными судами (OPV), совместным проектом с Малайзией. В 1997 году правительство Австралии подписало с Kaman контракт на сумму 667 миллионов австралийских долларов на покупку 11 модернизированных вертолётов Super Seasprite. К 2005 году в вертолёте было выявлено до 40 недостатков, в том числе неспособность работать в плохую погоду и в условиях низкой освещенности, а также несоответствие австралийским стандартам летной годности. Первоначально вертолёты использовались как транспортные в хороших метеоусловиях, но в мае 2006 года полеты были остановлены. К 2007 году все вертолёты находились в составе 805-й эскадрильи ВМС.
В феврале 2007 года газета The Australian объявила, что проект Seasprite «почти наверняка будет свернут». На тот момент проект уже отстал от графика на шесть лет, и его стоимость выросла до 1,1 миллиарда австралийских долларов, при этом прогнозировалось, что для дальнейшей модернизации потребуется дополнительно 45 миллионов австралийских долларов. Властями продажа или списание текущего флота Super Seasprite, возможные замены включали такие вертолёты как NHIndustries NH90 или Sikorsky SH-60 Seahawk. Несмотря на это, 25 мая 2007 года газета The Age сообщила, что правительство продолжит поддерживать Seasprite. Министр обороны Брендан Нельсон отметил, что ход реализации этого проекта тщательно отслеживается.
После выборов нового лейбористского правительства газета The Australian сообщила 31 января 2008 года, что программа по закупке вертолётов SH-2G(A), скорее всего, будет отменена из-за перерасхода средств. Кроме того, на уже закупленных вертолётах так и не были устранены недостатки, несмотря на то, что первоначальный контракт был подписан в 1997 году. В той же статье отмечалось, что компания Sikorsky Aircraft представила предложение о покупке нескольких готовых вертолётов для замены австралийских SH-2G(A). 5 марта 2008 г. проект был окончательно отменен правительством. В Kaman Aircraft отметили, что завершение проекта было «на взаимосогласованных условиях». Оставшиеся в Австралии самолёты были возвращены в Kaman.

### Египет
В 1995 году Египет подписал контракт на поставку 10 Super Seasprite SH-2G для нужд ВМС Египта. Эти вертолёты оснащены для противолодочной борьбы и должны были размещаться на кораблях по мере необходимости. В закупочный комплект входили также погружаемый гидролокатор AQS-18A, поисковые радары и современный комплект электроники. Эти вертолёты эксплуатируются флотом совместно с парком многоцелевых вертолётов Westland Sea King.

### Новая Зеландия

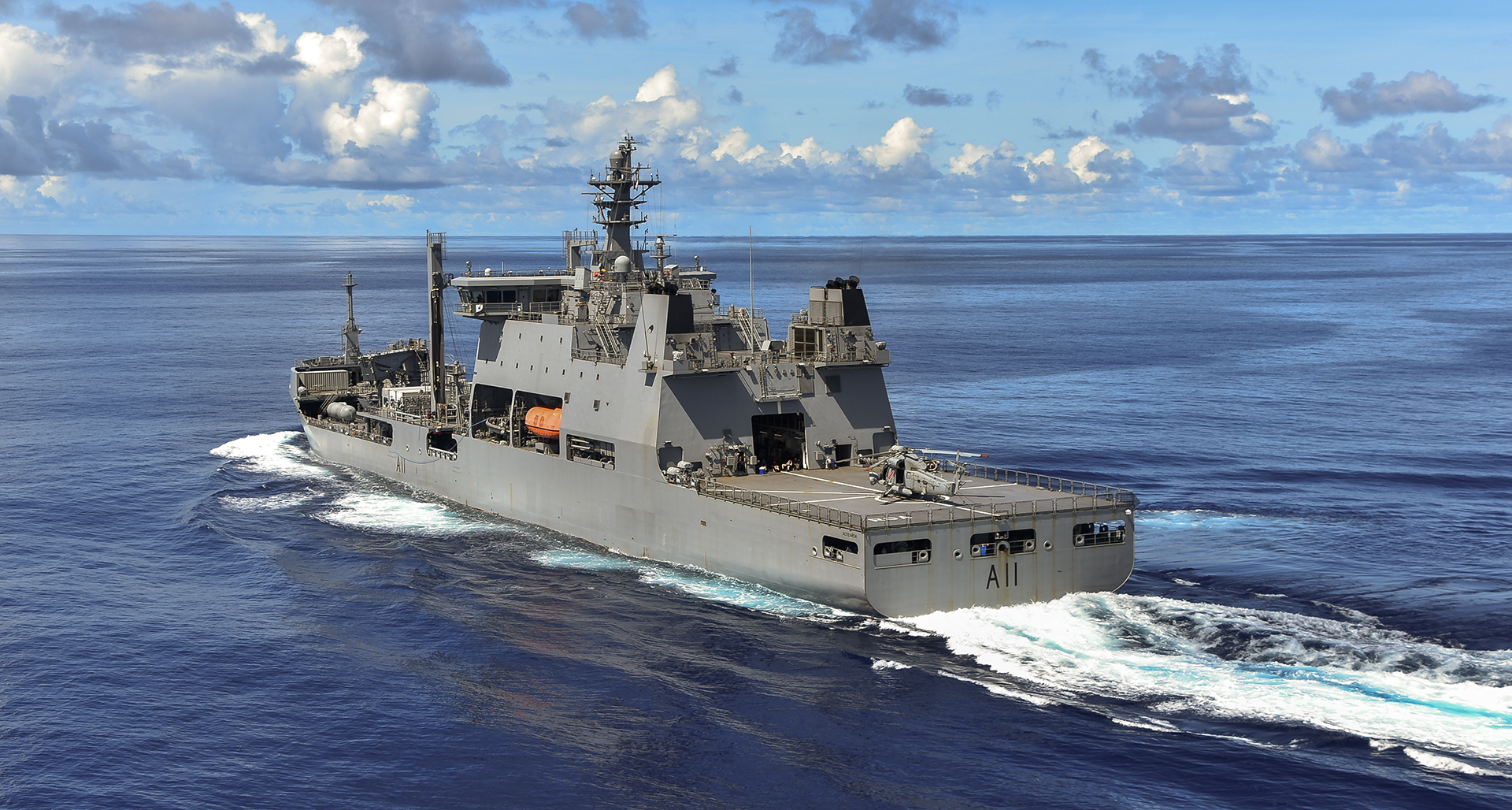
Kaman SH-2G Super Seasprite на палубе судна обеспечения HMNZS Aotearoa ВМС Новой Зеландии в Филиппинском море в 2021 году.

Королевские военно-морские силы Новой Зеландии в начале 2000-х годов временно заменили свои многоцелевые вертолёты Westland Wasp на четыре SH-2F Seasprite (из состава ВМС США), для службы совместно с фрегатами типа «Анзак». В дальнейшем флоту была поставлена партия новых SH-2G Super Seasprite. В октябре 2005 года авиационная компонента ВМС была переформирована в 6-ю эскадрилью Королевских ВВС дислоцирующуюся на авиабазе в Окленде.
Новая Зеландия закупила пять Super Seasprite одновременно с Австралией. Однако Новая Зеландия предпочла планеры новой постройки, оснащенные другой авионикой. Первый Super Seasprite был поставлен в середине 2001 года, а последний — в феврале 2003 года. Королевский флот Новой Зеландии эксплуатирует этот тип с двух фрегатов класса «Анзак», двух морских патрульных кораблей класса «Протектор» и многоцелевого судна Кентерберри (HMNZS Canterbury (L421)).
В мае 2012 года министр обороны Джонатан Коулман объявил, что кабинет министров разрешил представителям министерства обороны вести переговоры с Kaman Corporation о 11 вертолётах и авиационных тренажерах из отмененного австралийского заказа на SH-2G(A) Super Seasprite. Предполагалось, что 11 вертолётов стоимостью 1,4 миллиарда новозеландских долларов в 2008 году обойдутся Новой Зеландии от 130 до 230 миллионов новозеландских долларов. Решение о покупке десяти вертолётов за 242 миллиона новозеландских долларов было объявлено 19 апреля 2013 года. Восемь самолётов поступят на вооружение ВВС для замены существующих пяти Seasprite, а оставшиеся два будут использоваться в качестве источника запчастей.
Пять Super Seasprite SH-2G(NZ) были официально выведены из эксплуатации 14 апреля 2016 года и совершили свой последний полет 21 апреля после службы с августа 2001 года. Они были заменены восемью модернизированными моделями SH-2G(I), что позволило флоту одновременно принимать с кораблей до трех вертолётов вместо двух. В модели «I» также используются противокорабельные ракеты AGM-119 Penguin вместо устаревших AGM-65 Maverick.
24 апреля 2023 года министерство обороны Новой Зеландии объявило, что ищет замену всему текущему парку вертолётов Seasprite.

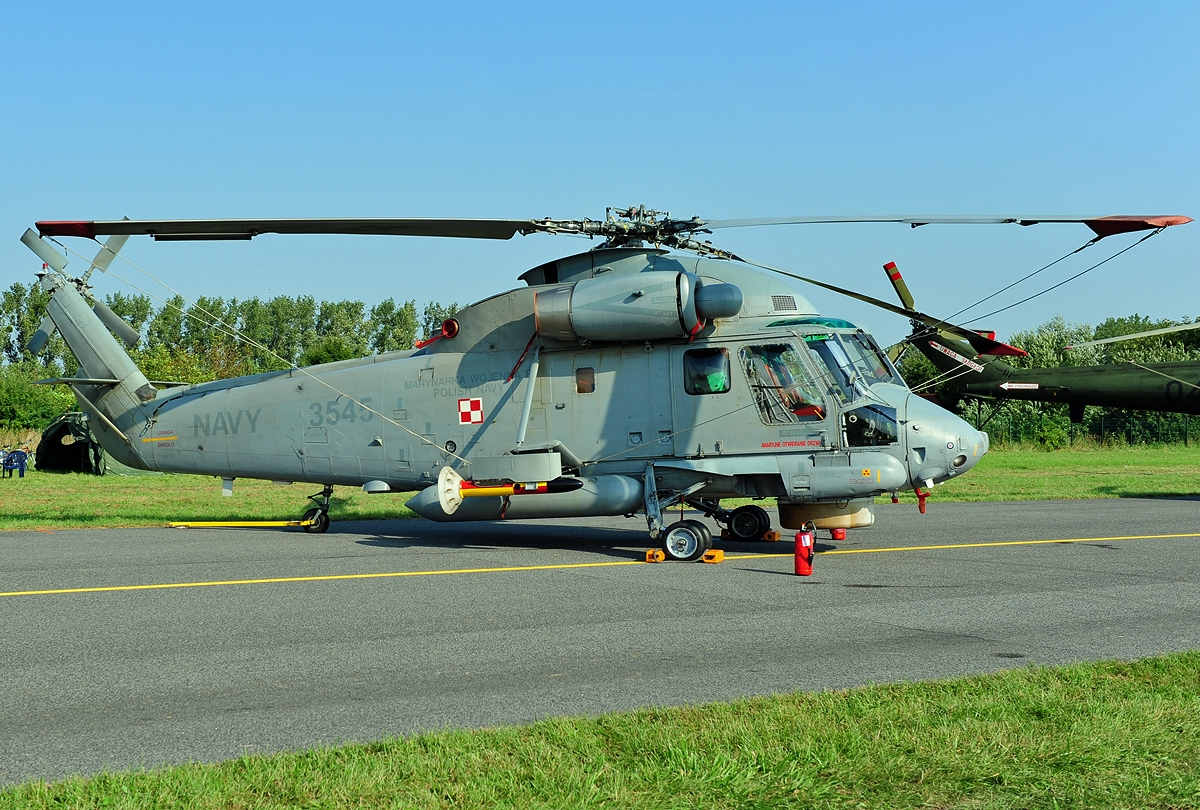
Kaman SH-2G Seasprite Военно-морских сил Польши

## Варианты
- YHU2K-1 Seasprite — четыре прототипа, построенных для испытаний с турбовальным двигателем General Electric T58-GE-6 мощностью 875 л. с. Позже в 1962 году переименован в YUH-2A[5].
- HU2K-1 Seasprite — транспортный вертолёт общего назначения с турбовальным двигателем General Electric T58-GE-8B мощностью 1250 л. с. (932 кВт). Первый серийный Seasprite. Позже в 1962 году переименован в UH-2A. Всего построено 88 вертолётов[5].
- UH-2B Seasprite — универсальный транспортный вертолёт, такой же, как UH-2A, без приборов ППП, хотя они были позже добавлены без последующего изменения обозначения.
- Kaman H-2 Tomahawk — ударная версия вертолёта на базе UH-2A. Один прототип был построен и испытан для армии США в 1963 году. Армия выбрала его в ноябре 1963 года, но запланированный заказ на 220 H-2 был отменен в пользу дополнительных заказов на UH-1[27].
- UH-2C Seasprite — вертолёты версий UH-2A и UH-2B оснащены двумя турбовальными двигателями General Electric T58-GE-8B. Первый UH-2A послужил прототипом, за ним последовало 40 модификаций UH-2A и UH-2B[5].
- NUH-2C Seasprite — один вертолёт UH-2C (серийный номер 147981) был модернизирован с использованием укороченных крыльев и изменённых пилонов для испытаний ракетного вооружения, ракет класса «воздух-воздух» AIM-9 Sidewinder и AIM-7 Sparrow III[5].
- NUH-2D Seasprite — переименование вертолёта NUH-1C, предназначенного для войсковых испытаний.
- HH-2C Seasprite — поисково-спасательный вертолёт, вооруженный одним пулеметом M-134 Minigun в носовой турельной установке и двумя установленными по бортам 7,62-мм пулеметами[5].
- HH-2D Seasprite — поисково-спасательный вертолёт, без вооружения и бронирования, с двигателями T58-GE-8F и четырёхлопастным рулевым винтом.
- SH-2D Seasprite — противолодочная модификация.
- YSH-2E Seasprite — два вертолёта с улучшенной РЛС и оборудованием для испытаний по программе LAMPS.
- SEALITE — задуманная как окончательная версия вертолёта Seasprite модернизированного по программе LAMPS (англ. Light Airborne Multi-Purpose System, легкая воздушная многоцелевая система, индекс AN/SRQ-4). Вертолёт с «легкой» конструкцией для использования на эсминцах и кораблях сопровождения, у которых предельная нагрузка на вертолётную палубу составляла около 6 000 фунтов (2 720 кг).
- SH-2F Seasprite — противолодочный вертолёт с двумя турбовальными двигателями General Electric T58-GE-8F мощностью 1350 л. с. (1007 кВт). Улучшенная версия. В основном это модификации SH-2D и более ранних моделей[9].
- YSH-2G Super Seasprite — первый прототип вертолёта Super Seasprite
- SH-2G Super Seasprite — самая поздняя версия, находится на вооружении США, Новой Зеландии, Польши и Египта.

## Тактико-технические характеристики
Характеристики соответствуют модификации UH-2A Seasprite:
- Диаметр главного винта: 13,41 м
- Диаметр хвостового винта: 2,46 м
- Длина: 12,06 м
- Высота: 4,72 м
- Масса: максимальная взлётная — 5440 кг, пустой — 2886 кг
- Тип двигателя: 1 ГТД General Electric T58-GE-6
- Мощность: 1×934 кВт
- Максимальная скорость: 226 км/ч
- Крейсерская скорость: 186 км/ч
- Практическая дальность: 480 км
- Практический потолок: 5000 м
- Экипаж: 2-3 человека
- Полезная нагрузка: 12 вооружённых солдат или двое раненых на носилках и четыре пассажира.

Характеристики соответствуют модификации SH-2G Super Seasprite
- Диаметр главного винта: 13,41 м
- Диаметр хвостового винта: 2,48 м
- Длина: 12,19 м
- Высота: 4,58 м
- Масса, кг:
  - пустого —  3500
  - максимальная взлётная —  6115
- Внутреннее топливо: 1800 л
- ПТБ: 2×750 л
- Тип двигателя: 2 ГТД General Electric T58-GE-8F[англ.]
- Мощность, кВт: 2×1360
- Максимальная скорость: 261 км/ч
- Крейсерская скорость: 222 км/ч
- Практическая дальность:	1008 км
- Продолжительность полёта:
  - максимальная —  5,30 ч/мин
  - при патрулировании —  2,10 ч/мин
- Скороподъёмность: 630 м/мин
- Практический потолок: 6220 м
- Статический потолок: 5360 м
- Экипаж, чел: 3
- Полезная нагрузка: до 8 десантников или 2296 кг груза

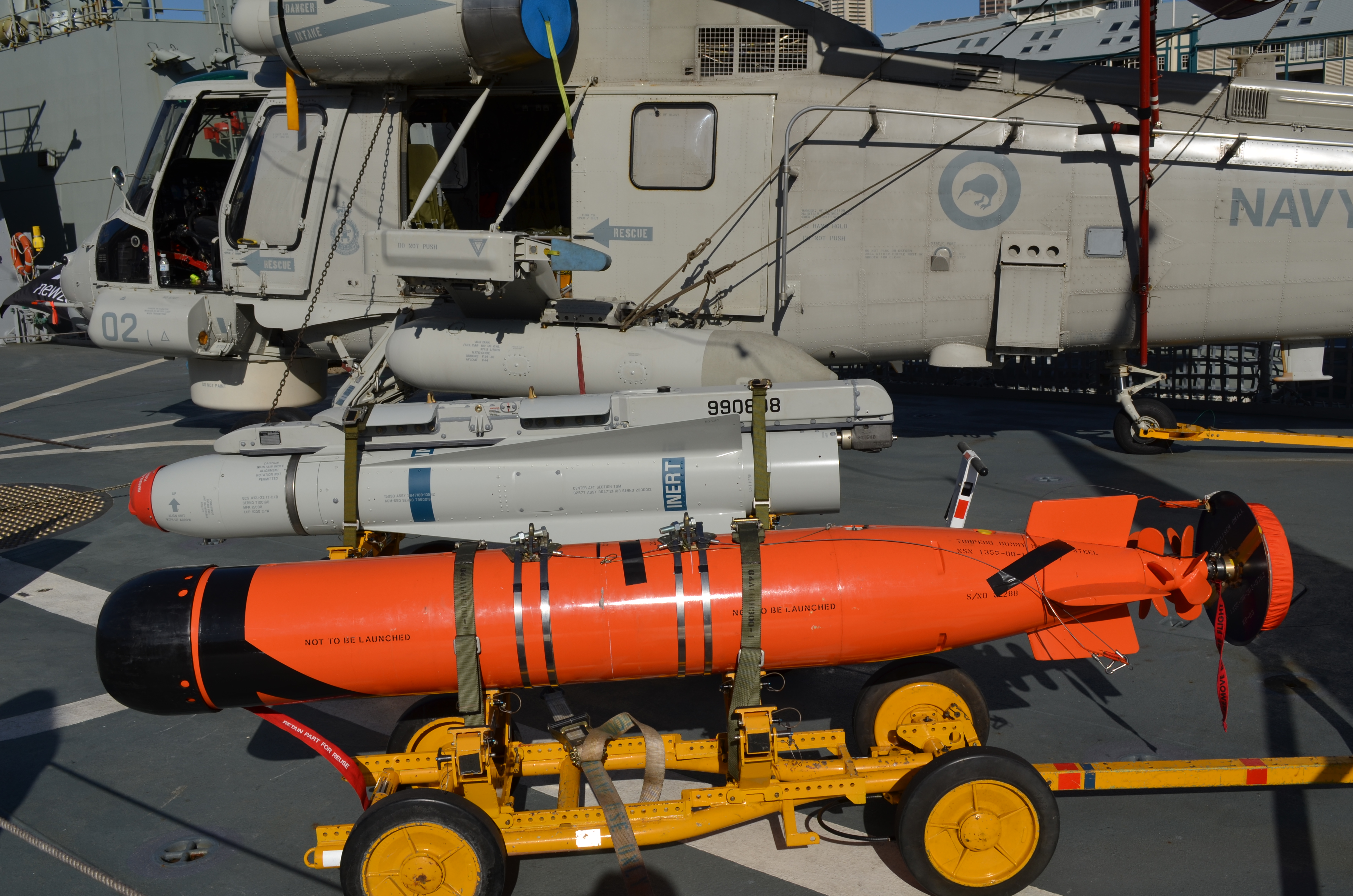
Вооружение Kaman Super Seasprite ВМС Новой Зеландии. На переднем плане торпеда Mark 46, за ней тактическая ракета AGM-65 Maverick

## Вооружение
SH-2G имеет две точки подвески для управляемых и неуправляемых ракет или ПТБ.
Вооружение модификации SH-2G Super Seasprite:
- один 7,62-мм пулемёт

Боевая нагрузка — 726 кг на двух узлах подвески:
- 2 торпеды Mk. 44 или Mk. 46, или Mk.50 ALWT, или
- 2 ПКР AGM-119B Penguin или Sea Skua, или
- 2 УР воздух-поверхность AGM-65 Maverick или AGM-114 Hellfire, возможна подвеска УР воздух-воздух AIM-7 Sparrow и AIM-9 Sidewinder.

## На вооружении
Kaman SH-2G Super Seasprite находится на вооружении у следующих стран:
- США
  - ВМС США
- Египет
  - ВМС Египта — 12 SH-2G, по состоянию на 2013 год.
- Новая Зеландия
  - ВМС Новой Зеландии — 13 SH-2G, по состоянию на 2014 год.
- Польша
  - ВМС Польши — 4 SH-2G, по состоянию на 2013 год.